# Релігія в Південному Судані

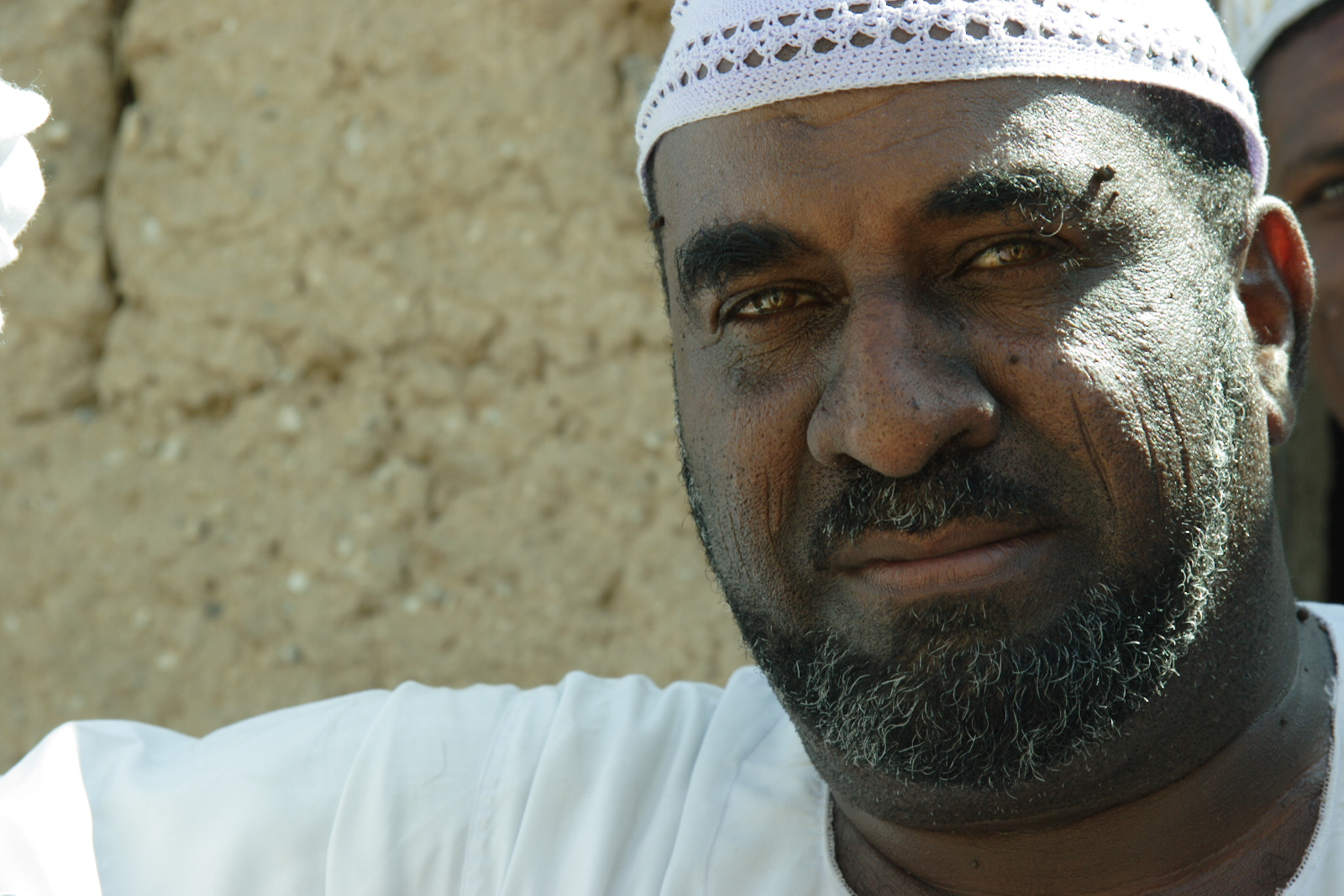

Релігія в Південному Судані — сукупність релігійних вірувань, властивих народам Південного Судану.
Більшість населення Південного Судану сповідує або християнство, або традиційні африканські анімістичні релігії, що певною мірою призвело до зіткнення з мусульманською Північчю.
У південній частині країни переважають як язичницькі, так і Християнські впливи, що проявляються в життя місцевого населення, хоча існує також невелика ісламська громада.

## Язичництво
Анімістичні вірування в кожній етнічній групі Південного Судану мають свої особливості. Проте деякі групи можуть мати спільних богів чи близькі релігійні уявлення, що пояснується як спільністю походження деяких етнічних груп, так і сусідством. Наразі ще не зроблено систематизації вірувань Південного Судану. Для більшості Південно-Суданських народів характерне уявлення про вищий дух чи божество, яке виступає творцем світу й нерідко — відповідальним за вчинки нижчих духів чи божеств.

## Християнство
Крім католицьких громад в країні є нечисельні англіканські парафії та структури різних харизматичних християнських деномінацій.

### Католицизм
Чисельність католиків в Південному Судані становить близько 1 мільйона 700 тисяч осіб (близько 22 % від загальної чисельності населення). Більшість дотримуються католицизму проживають в південних штатах Східна Екваторія, Центральна Екваторія та Західна Екваторія, де католики становлять значну більшість. Найменше число католиків проживає в штаті Верхній Ніл (45 000 чоловік при загальному населенні 2 750 000 чоловік).

## Іслам
Поширений в сусідньому Судані іслам у Південному Судані не має такого впливу. Іслам сповідується серед етнічних груп масаліт, даго та берті.